# Gränsfors Bruk

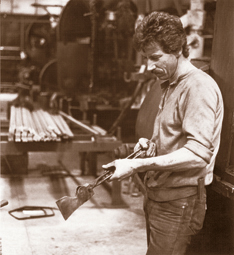
Schmied bei Gränsfors Bruk

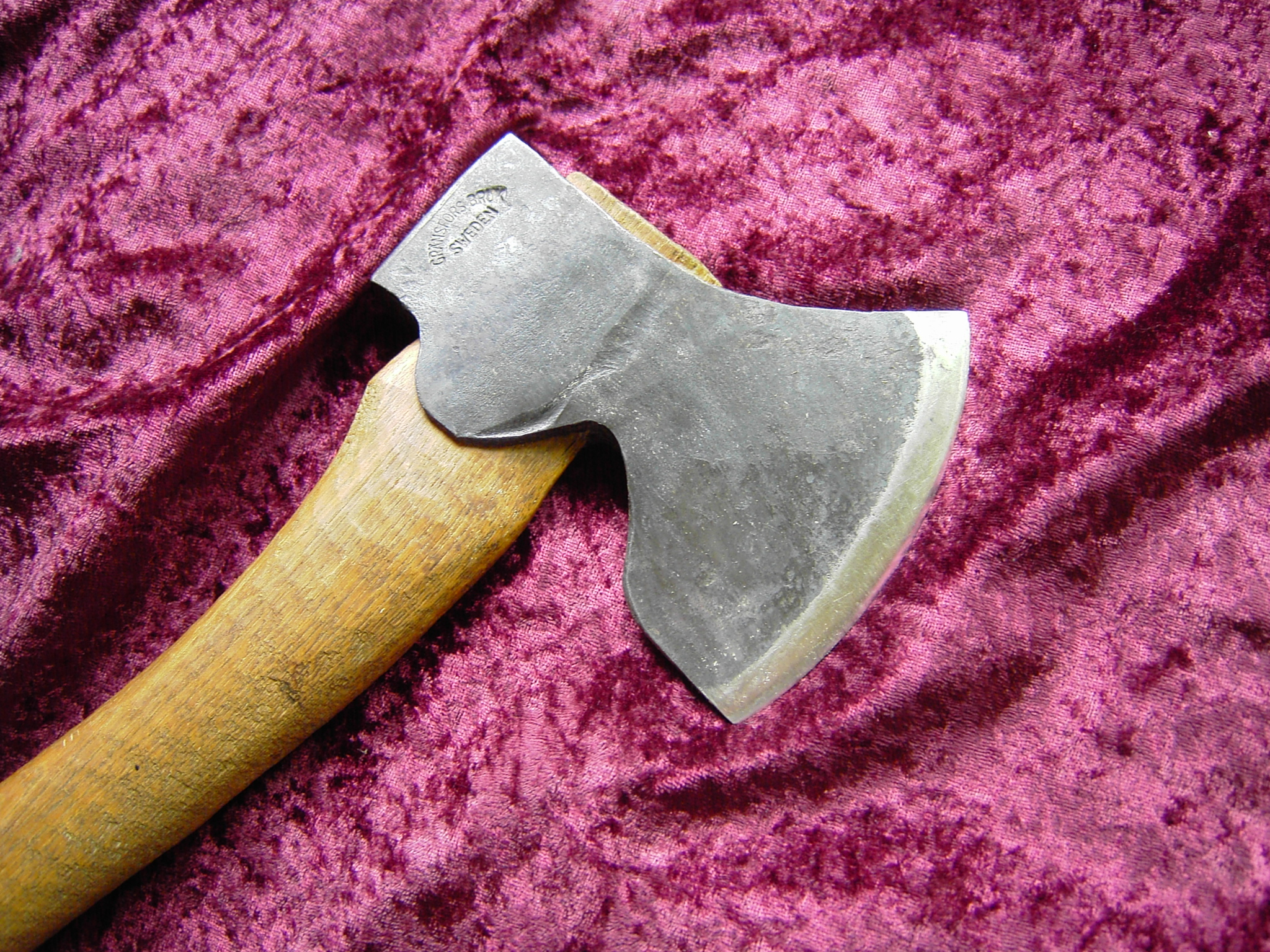
Schnitz- oder Bildhauer-Beil

Gränsfors Bruk ist eine Schmiede im Weiler Gränsfors bei Bergsjö in der schwedischen Gemeinde Nordanstig.
Sie wurde 1902 gegründet und stellt traditionelle, per Hand im Gesenk geschmiedete Äxte her, welche weltweit vertrieben werden. Es werden auch spezialisierte Holzbearbeitungswerkzeuge wie Zugmesser hergestellt.
Die Textilmarke Woolpower gehört zur selben Unternehmensgruppe.

## Unternehmensgeschichte
Die Schmiede entstand aus einer am Ort bereits ansässigen Sensenschmiede. 1907 waren 10 Personen bei Gränsfors Bruk beschäftigt. Der Eisenwarenhändler Olof Eriksson aus Bergsjö übernahm 1917 Gränsfors Bruk und wurde Geschäftsführer. Nach 1917 stieg die Axtproduktion durch den Erwerb einer neuen Schmiedepresse sprunghaft an. Diese Presse wird bei Gränsfors Bruk noch heute verwendet. Der Export wurde aufgenommen. Im Jubiläumsjahr 1952 stellten die 40 Mitarbeiter beinahe 200.000 Axtköpfe her.
Als Olof Eriksson 1956 starb, übernahm sein Sohn Torgny Eriksson das Unternehmen. Torgny war bis zu seinem Tod Geschäftsführer und später auch Vorstandsvorsitzender von Gränsfors Bruk. Er hinterließ sieben Kinder, darunter den Sohn Lars Eriksson, der Leiter des kleinen Familienunternehmens wurde.
Mit dem Aufkommen von Kettensägen sank die Nachfrage nach Äxten. Nach zwei Eigentümerwechseln in den 1980er-Jahren wechselte Gränsfors von einer Preis- zu einer Qualitätsstrategie. Die Akkordarbeit wurde abgeschafft, stattdessen wurden wieder traditionell geschmiedete Äxte hergestellt. Es entstand ein Axtmuseum im Betrieb. Ab 1995 wurden Äxte mit einer Produktgarantie von 20 Jahren verkauft. Die Marke entwickelte sich zum Kultprodukt für Outdoor-Enthusiasten.
Jeder Axtkopf trägt zwei Schmiedemarken: Die Marke von Gränsfors Bruk und die Initialen des Schmiedes. Alle Arbeitsschritte erfolgen in Handarbeit mit Maschinenunterstützung. Die Stiele der Äxte aus Hickoryholz werden vor dem Einstielen in einem Klimaraum bei konstanter Temperatur und Luftfeuchte gelagert.